# 寄身100天
《寄身100天》，是2018年上映的一部泰國惊悚电影，由柏德潘·王般執導，提拉東·蘇帕龐皮尤、丘普朗·阿瑞昆、蘇昆·普敦主演。电影由宽屏影业制作，内容改编自日本小说《借来的一百天》，并于2018年10月25日在泰国上映。

## 劇情
主角阿明在醫院的太平間醒來。 困惑中，他試圖逃跑，但遇到了幾個自稱是「守護者」的人，並告訴他，他是一個無主孤魂，在阿明的身體裡獲得了第二次生命的機會，阿明是一個最近才自殺去世的青少年。「守護者」告訴他，他有100天的時間找出阿明的死亡原因，否則將魂飛魄散，永世不得超生。 無主孤魂不情願地扮演了阿明的角色，和母親一起回家。 他遇到了阿明的哥哥阿孟，阿孟幾乎沒有掩飾他對阿明的厭惡。阿明的父親辭去了大學講師的工作，從事銷售補品的多層次營銷職業，使家庭經濟拮据。 他的母親是一名工程師，很快就回到一個遙遠的省份工作。 在學校裡，他發現阿明幾乎沒有朋友，小麗是阿明唯一的親密朋友，阿明迷戀著他的高年級輔導老師小琵。

無主孤魂逐漸適應了阿明的生活，並開始感到舒適，但隨著他與小琵的關係的發展以及他試圖深入了解阿明的過去，他發現了阿明與家人和朋友之間的許多問題。 阿明的哥哥恨他是個問題孩子，他的父親毀了家庭的經濟，而他的母親有外遇。 小琵允許老師猥褻她以換取學術機會。 他意識到為什麼阿明想要離開這一生，並告訴「守護者」，所有這些都導致了阿明的自殺，但答案被拒絕了，浪費了他唯一的機會。

在無主孤魂生命的最後幾天，一些事件讓他注意到了其他人所提供的愛和支持。 他以新的眼光看待事物，試圖充分利用餘下的日子，解決過去的衝突並解決未解決的問題。 在他的最後一天，他和小麗觀看了學校卡片特技比賽的排練，小麗為此提交了阿明的一份舊設計（來自他自殺之前的設計）。 當卡片特技與無主孤魂最近畫的設計完全相同時，隨著時間的流逝，無主孤魂意識到自己的身份其實就是阿明，過去的記憶湧回了他的腦海中。 他最後一次見到「守護者」，並告訴「守護者」他的死是他自己的錯，因為他拒絕看到生活中積極的事物。「守護者」向他透露，這次測試是一個讓他意識到的騙局，他現在可以享受他的新生活了。

## 演員表
| 演員                    | 角色 | 角色简介 |
| ----------------------- | ---- | --- |
| 提拉東·蘇帕龐皮尤       | 阿明 | 在故事前已自殺身亡, 被「守護者」選中獲得大獎，但被消除記憶，作為無主孤魂，在不知情下“寄身”在自己的肉身上, 在尋找「阿明」死亡的真相時重獲生存意義。 |
| 丘普朗·阿瑞昆           | 小琵 | 阿明的戀愛對象。 |
| 蘇昆·普敦               |      | 阿明的母親。 |
| 薩魯達·奇瓦拉烏         | 小麗 | 阿明唯一在學校的朋友，暗戀阿明。 |
| 奈沙斯·寇帝曼紐史瓦尼奇 | 阿孟 | 阿明的哥哥。 |